# Léon-Gabriel Pélissier
Pour les articles homonymes, voir Pélissier.

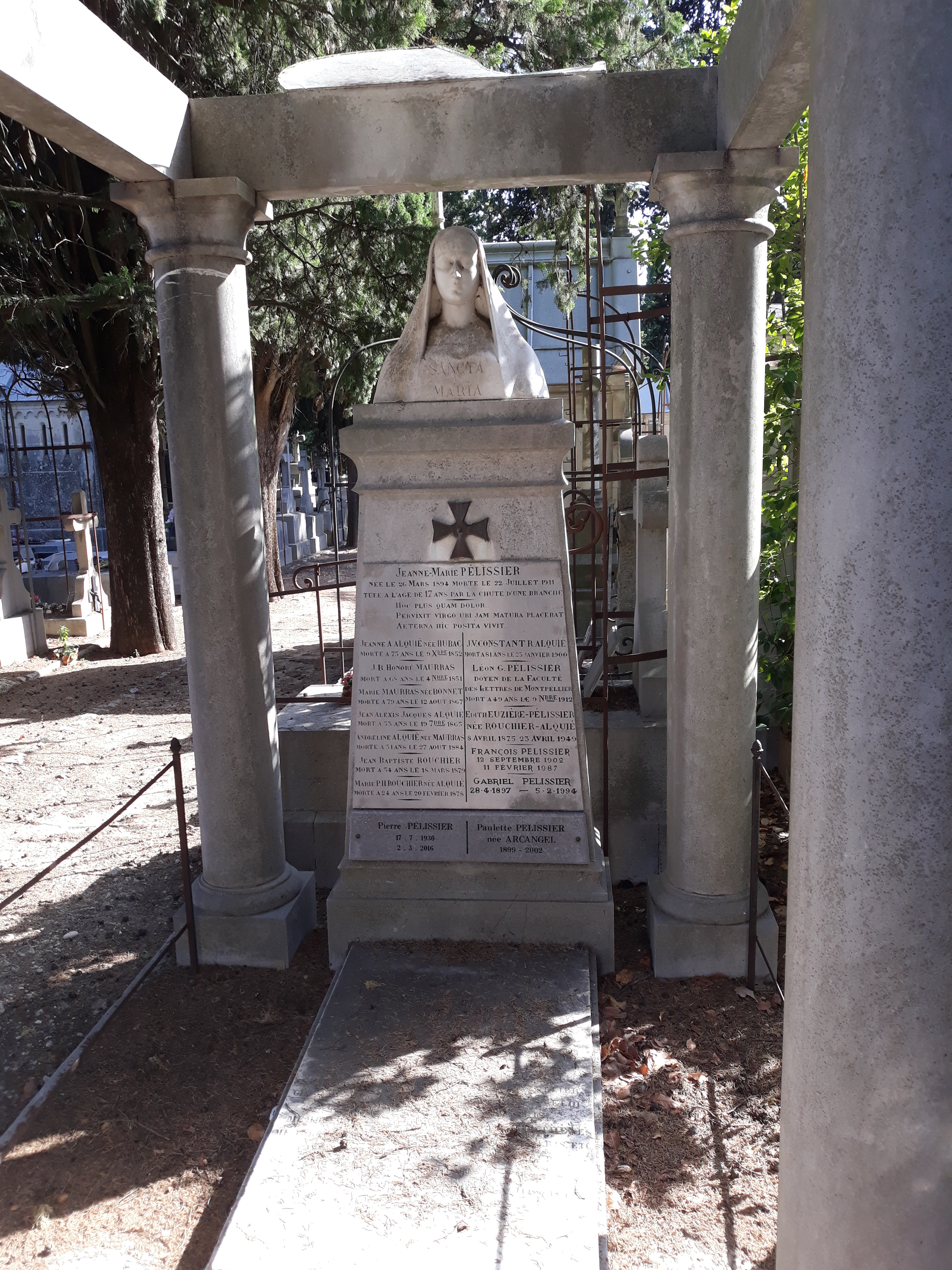
Sépulture de Léon-Gabriel Pélissier au cimetière Saint-Lazare à Montpellier.

Léon-Gabriel Pélissier, né le 24 mars 1863 à Marseille et mort le 9 novembre 1912 à Montpellier, est un historien, membre de l'École française de Rome, professeur, puis doyen de la Faculté des Lettres de Montpellier.

## Biographie
Léon-Gabriel Pélissier fait ses études au Lycée Thiers de Marseille de 1876 à 1880. Il obtient le prix d'honneur de philosophie en 1880. L'année suivante, il intègre l'École normale supérieure de la rue d'Ulm. 
Effectuant des études d'histoire, il obtient en 1881 son doctorat, et est affecté à la faculté de lettres de Montpellier. 

## Publications
- « La politique du Marquis de Mantoue pendant la lutte de Louis XII et de Ludovic Sforza (1498-1500) », Annales de la Faculté des lettres de Bordeaux, Paris, Ernest Leroux,‎ 1892, p. 35-120 (lire en ligne).
- « Les relations de François de Gonzague, marquis de Mantoue, avec Ludovic Sforza et Louis XII : notes additionnelles et documents », Annales de la Faculté des lettres de Bordeaux, Paris, Ernest Leroux, no 1,‎ 1893, p. 50-95 (lire en ligne).
- Le traité d'alliance de Louis XII et de Philibert de Savoie en 1499, Montpellier, Typographie et lithographie Charles Boehm, imprimeur de l'Académie des Sciences et Lettres, 1893 (présentation en ligne, lire en ligne).
- « La politique de Trivulce au début du règne de Louis XII et de Ludovic Sforza (1498-1500) », Revue des questions historiques, t. XII (29e année),‎ 1894, p. 5-47 (lire en ligne).
- « Note sur les relations politiques de Louis XII avec Cottignola », Mélanges d'archéologie et d'histoire / École française de Rome, Paris / Rome, Thorin & fils / Spithöver,‎ 1895 (15e année), p. 77-101 (lire en ligne).
- Louis XII et Ludovic Sforza (8 avril 1498-23 juillet 1500), t. 1, Paris, Librairie Thorin et fils. Albert Fontemoing, successeur, coll. « Bibliothèque des écoles françaises d'Athènes et de Rome » (no 75), 1896, IX-515 p. (présentation en ligne, lire en ligne).
- Louis XII et Ludovic Sforza (8 avril 1498-23 juillet 1500), t. 2, Paris, Librairie Thorin et fils. Albert Fontemoing, successeur, coll. « Bibliothèque des écoles françaises d'Athènes et de Rome » (no 76), 1896, 534 p. (lire en ligne).
- Louis XII et Ludovic Sforza (8 avril 1498-23 juillet 1500), Index analytique, Paris, Librairie Thorin et fils. Albert Fontemoing, successeur, coll. « Bibliothèque des écoles françaises d'Athènes et de Rome » (no 76), 1897 (lire en ligne).